# 今でも船長と呼ばれている船長の夜
「今でも船長と呼ばれている船長の夜」（いまでもせんちょうとよばれているせんちょうのよる）とは、1971年12月 - 1972年1月に、NHKの『みんなのうた』で放送された曲である。
作詞：名取和彦、作曲：小川寛興。歌は菅原洋一。

## 概要
ある船長の夜の様子を歌った楽曲。
中盤、寝付けない船長がおまじないとして「港」の場所を思い付くパートは、テンポが早くなり、最後のパートはスローになる。
映像は竹口義之製作のアニメーション。竹口が『みんなのうた』に関わるのはこれが初めてで、後に『大きな古時計』（第1リメイク版）などを製作する。
長らく再放送されなかったが、2006年9月12日に「なつかしのみんなのうた」で初めて放送され、その3か月後の2006年12月 - 2007年1月にも番組で再放送された。
その後も2010年12月 - 2011年1月、2013年12月 - 2014年1月、2017年12月 - 2018年1月（ラジオのみ）と定期的に再放送されている。
なお、現時点で再放送は主に12月 - 翌年1月期が多い。